# Bruno Mazzia
Bruno Mazzia (Vigliano Biellese, 14 marzo 1941) è un allenatore di calcio ed ex calciatore italiano, di ruolo centrocampista.

## Biografia
Il figlio Lorenzo, scomparso nel 2010 all'età di quarantadue anni, è stato anch'egli calciatore (con la maglia della Biellese) e allenatore in diverse squadre dilettantistiche piemontesi.

## Caratteristiche tecniche

### Calciatore
Ha giocato prevalentemente come mezzala, tuttavia nel corso della sua militanza nella Juventus ha ricoperto tutti i ruoli in campo, caratterizzandosi come jolly a disposizione dell'allenatore. In gioventù era considerato un abile rigorista.

### Allenatore
Inizialmente è stato tra i fautori del gioco all'italiana, privilegiando l'equilibrio tra difesa e attacco e il raggiungimento del risultato, nel rispetto delle caratteristiche tecniche e tattiche dei giocatori. A partire dal 1987, tuttavia, ha iniziato a impostare le proprie squadre a zona, tattica che ha applicato alla Cremonese e all'Udinese, tanto da esserne annoverato come uno dei principali esponenti tra gli anni ottanta e novanta.

## Carriera

### Calciatore

#### Club
Cresciuto nella Biellese, vi esordisce nel Campionato Interregionale 1957-1958, e dopo due stagioni viene acquistato dalla Juventus, che precede l'interessamento del Torino. Inizialmente incluso nelle formazioni giovanili, vince il Torneo di Viareggio 1961 rendendosi protagonista nella semifinale contro il Milan: la sfida finisce ai calci di rigore, e Mazzia trasforma tutti i sei tiri dal dischetto della sua squadra. Il 19 marzo successivo esordisce in Serie A, nel Derby della Mole vinto per 1-0 sul Torino, e Mazzia fallisce un calcio di rigore tirando alto sopra la traversa; chiude la stagione con 4 presenze in campionato, fregiandosi del titolo di Campione d'Italia.

Mazzia (a sinistra) in azione alla nel 1962, assieme ai compagni di maglia Leoncini e Charles, nel corso della sfida di Coppa dei Campioni contro il Real Madrid.

Nell'annata successiva trova maggior spazio, alternandosi con Humberto Rosa nel ruolo di mezzala di regia che era stato di Giampiero Boniperti. A fine campionato viene ceduto in prestito, prima al Venezia e poi alla Lazio, prima di ritornare per un biennio alla Juventus: in tutti questi anni viene considerato come una riserva, disputando un massimo di 24 partite con la maglia della Lazio.
Nel 1966 la Juventus lo cede definitivamente al Brescia, sempre nella massima serie, nella trattativa che porta Virginio De Paoli in bianconero. Con i lombardi Mazzia viene schierato titolare, e contribuisce con 6 reti in 32 partite alla salvezza della squadra. Riconfermato nella stagione 1967-1968, non evita la retrocessione in Serie B; al termine del campionato si trasferisce al Perugia, tra i cadetti, rimanendovi per quattro stagioni consecutive.

Mazzia (a destra), capitano del Perugia, stringe la mano a Marinai della Ternana, prima del derby umbro del 28 marzo 1971.

Dopo un'annata nella Reggina, nel 1973 torna in Piemonte ingaggiato dall'Alessandria; con i grigi vince il campionato di Serie C 1973-1974, con i galloni di capitano e collaborando con Mario Pietruzzi dopo l'esonero dell'allenatore Dino Ballacci. Nel successivo campionato di Serie B realizza 7 reti (record personale), non sufficienti tuttavia ad evitare la retrocessione dopo lo spareggio perso contro la Reggiana. Ormai trentaquattrenne, nel 1975 scende in Serie D tornando brevemente alla Biellese, ma nel mercato autunnale lascia la formazione bianconera per incomprensioni con l'allenatore. Viene acquistato dalla Pro Vercelli, militante in Serie C, con cui disputa le sue due ultime stagioni da calciatore, ritirandosi nel 1977 a 36 anni.
Ha disputato 145 partite con 9 reti in Serie A, e 188 partite con 19 reti in Serie B.

#### Nazionale
Ha esordito nella Nazionale giovanile il 12 ottobre 1959, contro il Libano; con la maglia azzurra ha giocato 5 partite, prendendo parte ai vittoriosi Giochi del Mediterraneo a Beirut, nel 1959.

### Allenatore
Dopo aver frequentato il primo corso per allenatori a Coverciano, voluto da Italo Allodi, ha iniziato la propria carriera di allenatore nel 1977, nella Pro Vercelli, laddove aveva interrotto quella da calciatore; l'esperienza tuttavia è breve, poiché viene esonerato a dicembre. L'anno successivo esordisce in Serie B subentrando a Bruno Giorgi sulla panchina della Nocerina, senza evitare la retrocessione dei molossi. Nella stagione 1979-1980 è sulla panchina del Lecce, in Serie B: ottiene un piazzamento di centroclassifica nella prima annata, e viene esonerato in autunno nella seconda, sostituito da Gianni Di Marzio.
Nella stagione 1981-1982 allena il Forlì in Serie C1, venendo sostituito a campionato in corso da Giovanni Ragazzini. L'anno successivo subentra a Giancarlo Cadè sulla panchina del Lanerossi Vicenza, sempre in Serie C1, senza riuscire a centrare l'obiettivo della promozione. Sulla panchina berica, nell'ultima giornata del campionato 1982-1983, fa esordire da professionista il sedicenne Roberto Baggio.
Nel gennaio 1984 viene chiamato a sostituire Dino Binacchi sulla panchina del Mantova, in Serie C2: anche in questo caso la squadra manca di poco la promozione, terminando il campionato al quarto posto. Nel 1984 viene chiamato per la panchina del Campobasso, in Serie B al posto dell'esonerato Giancarlo Cadé, conducendo il Campobasso alla salvezza e a una storica vittoria in Coppa Italia contro la Juventus. La stagione successiva rimane in Molise: nonostante le difficoltà iniziali, che lo portano vicino all'esonero, conduce i molisani alla salvezza. Nell'estate 1986, dopo essere stato tra i papabili per la panchina della Juventus al posto di Giovanni Trapattoni, viene ingaggiato dalla Cremonese, sempre tra i cadetti, in sostituzione di Emiliano Mondonico.
Con la formazione grigiorossa, partita senza ambizioni di promozione, sfiora la Serie A perdendo gli spareggi contro Lecce e Cesena. L'anno successivo Mazzia imposta la squadra secondo i dettami della zona, e ottiene di nuovo un piazzamento a ridosso della zona promozione; la Serie A arriverà al termine del campionato 1988-1989, vincendo lo spareggio contro la Reggina. Al termine del campionato lascia la Cremonese per trasferirsi ad un'altra neopromossa, l'Udinese, voluto da Giampaolo Pozzo al posto di Nedo Sonetti il cui gioco era giudicato poco spettacolare. L'avventura in Friuli dura fino a Natale, quando viene esonerato a causa dei risultati negativi ottenuti, e nonostante la squadra avesse espresso un buon gioco.
Nel 1990 viene ingaggiato dal Brescia, in Serie B. L'avventura con le Rondinelle dura tre partite, nelle quali colleziona altrettante sconfitte, prima di essere avvicendato da Bruno Bolchi. Nella stagione successiva è sulla panchina del Padova: alla guida di una formazione indebolita dalle cessioni di Demetrio Albertini e Antonio Benarrivo, non riesce a dare alla squadra un gioco all'altezza delle ambizioni della società; nel corso della stagione, tuttavia, ha modo di far esordire in prima squadra il giovane Alessandro Del Piero. In aprile viene esonerato dopo la sconfitta interna con la Reggiana, al culmine di una crisi di gioco e risultati che aveva portato i veneti vicino alla zona retrocessione.
In seguito entra nel settore tecnico della FIGC dove rimane fino al 2002, quando viene nominato responsabile del settore giovanile dell'Hellas Verona. Ricopre l'incarico fino al 2006, e dopo una parentesi alla Juventus come osservatore nel 2009 torna alla Cremonese, come collaboratore tecnico. Il rapporto con i grigiorossi dura per due stagioni, fino al 2011.

## Palmarès

### Calciatore

#### Club

##### Competizioni nazionali
- Campionato italiano: 1

Juventus: 1960-1961
- Coppa Italia: 2

Juventus: 1959-1960, 1964-1965
- Campionato italiano Serie C: 1

Alessandria: 1973-1974

##### Competizioni giovanili
- Torneo di Viareggio: 1

Juventus: 1961

#### Nazionale
- Giochi del Mediterraneo: 1

Libano 1959